# Шекерлия
Шекерлия или Шекерли (на гръцки: Ζαχαράτο, Захарато, на катаревуса: Ζαχαράτον, Захаратон, до 1927 година Σεκερλή, Секерли) е село в Егейска Македония, Гърция, дем Кукуш, област Централна Македония с 591 жители (2001).

## География
Селото е разположено на около 4 километра северно от град Кукуш (Килкис).

## История

### В Османската империя
В XIX век Шекерлия е българско село в каза Аврет Хисар (Кукуш) на Османската империя. В „Етнография на вилаетите Адрианопол, Монастир и Салоника“, издадена в Константинопол в 1878 година и отразяваща статистиката на населението от 1873 година, Шаркерлия (Charkerlya) е посочено като селище в каза Аврет Хисар (Кукуш) с 22 домакинства, като жителите му са 100 българи.
Според статистиката на Васил Кънчов („Македония. Етнография и статистика“) в 1900 година Шекерли е село в Кукушка каза с 65 жители българи християни.
Населението на селото е под върховенството на Българската екзархия. По данни на секретаря на Екзархията Димитър Мишев („La Macédoine et sa Population Chrétienne“) в 1905 година Шекерлия (Chekerlia) е село в Кукушка каза с 80 души българи екзархисти.
При избухването на Балканската война в 1912 година двама души от Шекерли са доброволци в Македоно-одринското опълчение.

### В Гърция
В 1913 година селото попада в Гърция. Населението му се изселва в България и на негово място са настанени гърци бежанци. През 1927 години името на селото е преведено на Захарато. В 1928 година селото е изцяло бежанско с 64 семейства и 213 жители бежанци.

## Личности
Родени в Шекерлия
- Тано Панов (Понов, Пончов, 1876/1880 – ?), македоно-одрински опълченец, жител на Кукуш, Кукушка чета, нестроева рота на 15 щипска дружина, Сборна партизанска рота на МОО[8]
- Хр. Гоцев, македоно-одрински опълченец, четата на Методи Стойчев[9]